# Georg Muffat
Georg Muffat (ur. 1 czerwca 1653 w Megève, Sabaudia, zm. 23 lutego 1704 w Pasawie) –  kompozytor epoki baroku.

## Życiorys
Od 1663 do 1669 uczył go Jean-Baptiste Lully w Paryżu. Spędził wiele lat w Alzacji, najpierw jako uczeń w kolegium jezuickim w Sélestat (Schlettstadt), a od roku 1671 w Molsheim, gdzie został organistą kapitały sztrasburskiej, przebywającej tu na wygnaniu. Od 1674 roku studiował prawo w Ingolstadt, a potem osiedlił się w Wiedniu, lecz nie mógł tam znaleźć zatrudnienia. W 1677 r. ruszył do Pragi, potem zainteresował go Salzburg, gdzie wreszcie został zatrudniony przez arcybiskupa.
Około 1680 roku podróżował do Włoch, gdzie uczył go Bernardo Pasquini, który rozwijał stary styl, którego twórcą był we wczesnym XVII wieku Girolamo Frescobaldi. Arcangelo Corelli również zainspirował Muffata. od 1690 r. Muffat został kapelmistrzem w Pasawie, a od czasu do czasu tworzył też dla Strasburga.
Muffat był, jak przed nim Johann Jakob Froberger, a po nim Georg Friedrich Händel muzycznym kosmopolitą, w twrórczosci którego krzyżowały się style baroku włoskiego, niemieckiego i francuskiego.
Jego synem był kompozytor - Gottlieb Muffat.

## Dzieła
Muzyka instrumentalna
- Sonaten für ein Soloinstrument und B.c. (Praga, 1677);
- Armonico Tributo cioè Sonate di camera commodissime a pocchi ò a molti stromenti - 5 Sonat da camera (Salzburg, 1682);
- Florilegium Primum - 7 Suit orkiestrowych (Augsburg, 1695);
- Florilegium Secundum - 8 Suit orkiestrowych (Pasawa, 1698);
- 12 Concerti grossi, wydanych pod tytułem Exquisitoris Harmoniae Instrumentalis Gravi-Jucundae Selectus lub Ausserlesene mit Ernst und Lust gemengte Instrumental Music Erste Versamblung (Pasawa, 1701) - sześć koncertów to transkrypcje sonat z Armonico Tributo[1];
- Apparatus Musico Organisticus (1690) - zbiór utworów na organy, zawiera 12 toccat, ciaconę, passacaglię i arię z wariacjami - Nova Cyclopeias Harmonica;
- Partitas für Cembalo: 2 Partity d-moll, 2 Partity F-dur, Partita C-dur, Gigue G-dur, L'Alemande.

Opery
- Marina Armena (1679, Salzburg)
- Königin Marianne oder die verleumdete Unschuld (1680)
- Le fatali felicità di Plutone (1687, Salzburg)

Muzyka religijna
- Missa in labore requies
- 3 Msze, Salve Regina

Inne
- Traktat: Regulae Concentuum Partiturae (1699).